# Brem-sur-Mer
Brem-sur-Mer je francouzská obec v departementu Vendée v regionu Pays de la Loire.

## Pamětihodnosti
- Vinice
- Kostel sv. Mikuláše